# San Fernando-Centro
San Fernando-Centro (hiszp: Estación de San Fernando-Centro) – stacja kolejowa w San Fernando, w prowincji Kadyks, we wspólnocie autonomicznej Andaluzja, w Hiszpanii. Znajduje się na linii C-1 Cercanías Cádiz, przed Paseo General Lobo, oddzielające obszar cywilny od byłego terenu wojskowego. Od chwili powstania aż do jesieni 2007 roku był głównym dworcem w San Fernando. Obecnie większość pociągów zatrzymuje się na stacji San Fernando-Bahía Sur. 
| San Fernando-Centro    |  |                        |
| Linia Sewilla - Kadyks |  |                        |
| Puerto Real            |  | San Fernando-Bahía Sur |